# Carmichael-számok
A számelmélet területén egy Carmichael-szám olyan {\displaystyle n} összetett szám, amire teljesül a moduláris aritmetikai kongruenciareláció:
{\displaystyle b^{n-1}\equiv 1{\pmod {n}}},
méghozzá minden {\displaystyle n}-hez relatív prím {\displaystyle 1<b<n} egészre. Nevüket Robert Carmichaelről kapták. A Carmichael-számok a Knödel-számok K1 részhalmazát képezik.

## Áttekintés
A kis Fermat-tétel kimondja, hogy ha p prímszám, akkor bármely b egész számra a b p − b szám p többszöröse. A Carmichael-számok az ilyen tulajdonságú összetett számok. A Carmichael-számokat Fermat-álprímeknek vagy abszolút Fermat-álprímeknek is nevezik. A Carmichael-számok jelentősége abban rejlik, hogy összetett számok, mégis átmennek a Fermat-prímteszten. A Carmichael-számok létezése miatt a Fermat-prímteszt önmagában nem alkalmas egy szám prímségének egyértelmű eldöntésére, bár arra igen, hogy egy szám összetett szám voltát igazolja. Ez a kis Fermat-tételen alapuló prímteszteket kockázatosabbá teszi a biztosabb teszteknél, amilyen a Solovay–Strassen-prímteszt vagy bármely erős álprím-teszt. Mindenesetre minél nagyobb számokról van szó, a Carmichael-számok annál ritkábban helyezkednek el közöttük. Például 1 és 1021 között mindössze 20 138 200 Carmichael-szám van (kb. 1 : 5·1013 az arány).

### Korselt kritériuma
A Carmichael-számok egy alternatív és az eredetivel egyenértékű megfogalmazása Korselt kritériumán alapszik.
Tétel (A. Korselt 1899): Egy {\displaystyle n} pozitív egész összetett szám akkor és csak akkor Carmichael-szám, ha {\displaystyle n} négyzetmentes, és {\displaystyle n} minden {\displaystyle p} prímosztójára igaz, hogy {\displaystyle p-1\mid n-1}.
A tételből következik, hogy minden Carmichael-szám páratlan, hiszen bármely négyzetmentes páros összetett számnak (melynek tehát csak egyszeres prímtényezője a 2) van legalább egy páratlan prímtényezője, ezért a {\displaystyle p-1\mid n-1} kifejezés szerint páros oszt páratlant, ami ellentmondás. (A Carmichael-számok páratlan mivolta következik abból is, hogy {\displaystyle -1} Fermat-tanúja bármely páros összetett számnak.)
A kritériumból következik az is, hogy a Carmichael-számok ciklikusak. Az eddigiekből az is következik, hogy egyik Carmichael-számnak sincsen pontosan két prímtényezője (nem félprímek).

## Felfedezésük
Korselt volt az első, aki megállapította a Carmichael-számok alapvető tulajdonságait,  de anélkül, hogy egyetlen példa is ismert lett volna előtte. 1910-ben Carmichael találta meg az első, egyben legkisebb ilyen számot, az 561-et, innen a „Carmichael-szám” elnevezés.
Az, hogy az 561 Carmichael-szám, jól látható a Korselt-féle kritérium alapján. Valóban, {\displaystyle 561=3\cdot 11\cdot 17} négyzetmentes, továbbá {\displaystyle 2\mid 560,\quad 10\mid 560,\quad 16\mid 560}.
A következő hat Carmichael-szám (A002997 sorozat az OEIS-ben):
{\displaystyle 1105=5\cdot 13\cdot 17\qquad (4\mid 1104;\quad 12\mid 1104;\quad 16\mid 1104)}
{\displaystyle 1729=7\cdot 13\cdot 19\qquad (6\mid 1728;\quad 12\mid 1728;\quad 18\mid 1728)}
{\displaystyle 2465=5\cdot 17\cdot 29\qquad (4\mid 2464;\quad 16\mid 2464;\quad 28\mid 2464)}
{\displaystyle 2821=7\cdot 13\cdot 31\qquad (6\mid 2820;\quad 12\mid 2820;\quad 30\mid 2820)}
{\displaystyle 6601=7\cdot 23\cdot 41\qquad (6\mid 6600;\quad 22\mid 6600;\quad 40\mid 6600)}
{\displaystyle 8911=7\cdot 19\cdot 67\qquad (6\mid 8910;\quad 18\mid 8910;\quad 66\mid 8910).}
Az első hét Carmichael-számot, 561-től 8911-ig valójában a cseh matematikus, Václav Šimerka találta meg 1885-ben (ezzel Carmichael mellett Korseltet is megelőzve, bár Šimerka nem fedezett fel a Korselt-kritériumhoz hasonlót). Munkája azonban feledésbe merült.
J. Chernick 1939-ben igazolt egy tételt, aminek segítségével a Carmichael-számok egy részhalmaza előállítható. A {\displaystyle (6k+1)(12k+1)(18k+1)} alakú számok Carmichael-számok abban az esetben, ha a szorzat mindhárom tényezője prímszám. Nyitott kérdés, hogy ez a képlet végtelen sok Carmichael-számot előállít-e, bár ez a Dickson-sejtésből következne.
Gérard P. Michon hasonló módszert alkotott Carmichael-számok konstruálására:
Ha m ≡ 326 mod 616 és a 7m + 1, 8m + 1 és 11m + 1 számok mind prímszámok, akkor a (7m+1)·(8m+1)·(11m+1) szorzat Carmichael-szám. Az m-nek hárommal oszthatónak kell lennie, különben a három szám közül valamelyik 3-mal osztható lesz.
Példa: m = 24966-ra mindhárom szám prím: 174763, 199729, 274627 – szorzatuk ezért Carmichael-szám.

Michon módszerével egy 1000 jegyű Carmichael-szám előállítása:
(12936·10329 − 59827428149)·(14784·10329 − 68374203599)·(20328·10329 − 94014529949).
Erdős Pál heurisztikusan a végtelen sok Carmichael-szám létezése mellett érvelt. 1994-ben W. R. (Red) Alford, Andrew Granville és Carl Pomerance igazolták, hogy valóban végtelen sok Carmichael-szám létezik. Egész pontosan megmutatták, hogy elegendően nagy {\displaystyle n}-re legalább {\displaystyle n^{2/7}} Carmichael-szám létezik 1 és {\displaystyle n} között.
Löh és Niebuhr 1992-ben néhány igen nagyméretű Carmichael-számot állítottak elő, köztük egy több mint 16 millió jegyűt, 1 101 518 prímtényezővel.
Erdős Pál csoportelméleti megfontolásai és modern számítógépes algoritmusok segítségével 2012 júliusában előállítottak egy több mint 10 milliárd prímtényezővel rendelkező és több mint 300 milliárd jegyű Carmichael-számot.

## Tulajdonságaik

### Prímtényezős felbontások
A Carmichael-számoknak legalább három pozitív prímtényezőjük van. Léteznek olyan R számok, melyekhez végtelen sok éppen R prímtényezővel rendelkező Carmichael-szám tartozik; sőt, végtelen sok ilyen R szám létezik.
Az első Carmichael-számokat {\displaystyle k=3,4,5,\ldots } darab prímtényezővel a (A006931 sorozat az OEIS-ben) sorolja:
| k | |
| - | -------------------------------------------------------------------------------------------------- |
| 3 | {\displaystyle 561=3\cdot 11\cdot 17\,}                                                            |
| 4 | {\displaystyle 41041=7\cdot 11\cdot 13\cdot 41\,}                                                  |
| 5 | {\displaystyle 825265=5\cdot 7\cdot 17\cdot 19\cdot 73\,}                                          |
| 6 | {\displaystyle 321197185=5\cdot 19\cdot 23\cdot 29\cdot 37\cdot 137\,}                             |
| 7 | {\displaystyle 5394826801=7\cdot 13\cdot 17\cdot 23\cdot 31\cdot 67\cdot 73\,}                     |
| 8 | {\displaystyle 232250619601=7\cdot 11\cdot 13\cdot 17\cdot 31\cdot 37\cdot 73\cdot 163\,}          |
| 9 | {\displaystyle 9746347772161=7\cdot 11\cdot 13\cdot 17\cdot 19\cdot 31\cdot 37\cdot 41\cdot 641\,} |

Az első Carmichael-számok 4 prímtényezővel (A074379 sorozat az OEIS-ben):
| i  |                                                     |
| -- | --------------------------------------------------- |
| 1  | {\displaystyle 41041=7\cdot 11\cdot 13\cdot 41\,}   |
| 2  | {\displaystyle 62745=3\cdot 5\cdot 47\cdot 89\,}    |
| 3  | {\displaystyle 63973=7\cdot 13\cdot 19\cdot 37\,}   |
| 4  | {\displaystyle 75361=11\cdot 13\cdot 17\cdot 31\,}  |
| 5  | {\displaystyle 101101=7\cdot 11\cdot 13\cdot 101\,} |
| 6  | {\displaystyle 126217=7\cdot 13\cdot 19\cdot 73\,}  |
| 7  | {\displaystyle 172081=7\cdot 13\cdot 31\cdot 61\,}  |
| 8  | {\displaystyle 188461=7\cdot 13\cdot 19\cdot 109\,} |
| 9  | {\displaystyle 278545=5\cdot 17\cdot 29\cdot 113\,} |
| 10 | {\displaystyle 340561=13\cdot 17\cdot 23\cdot 67\,} |

A második Carmichael-szám (1105) többféleképpen fejezhető ki két szám négyzetének összegeként, mint bármely nála kisebb szám. A harmadik Carmichael-szám (1729) pedig a legkisebb szám, ami kétféleképpen írható fel két pozitív köbszám összegeként.

### Eloszlásuk
Jelölje {\displaystyle C(X)} az {\displaystyle X}-nél nem nagyobb Carmichael-számok számát. A Carmichael-számok eloszlása 10 hatványai szerint (A055553 sorozat az OEIS-ben):
| {\displaystyle n}         | 1 | 2 | 3 | 4 | 5  | 6  | 7   | 8   | 9   | 10   | 11   | 12   | 13    | 14    | 15     | 16     |
| {\displaystyle C(10^{n})} | 0 | 0 | 1 | 7 | 16 | 43 | 105 | 255 | 646 | 1547 | 3605 | 8241 | 19279 | 44706 | 105212 | 246683 |

1953-ban Knödel igazolta a következő felső korlátot:
{\displaystyle C(X)<X\exp \left({-k_{1}\left(\log X\log \log X\right)^{\frac {1}{2}}}\right)}
ahol {\displaystyle k_{1}} konstans.
Erdős Pál 1956-ban javította a korlátot:
{\displaystyle C(X)<X\exp \left({\frac {-k_{2}\log X\log \log \log X}{\log \log X}}\right)}
ahol {\displaystyle k_{2}} konstans. Erdős heurisztikus érvelése szerint ez a felső korlát közel lehet a {\displaystyle C(X)} valódi növekedési rátájához. A következő táblázat megadja az Erdős-féle korlátban szereplő k konstans hozzávetőleges minimális értékeit {\displaystyle X=10^{n}}-re n növekvő értékeinél:
| {\displaystyle n} | 4       | 6       | 8       | 10      | 12      | 14      | 16      | 18      | 20      | 21      |
| k                 | 2,19547 | 1,97946 | 1,90495 | 1,86870 | 1,86377 | 1,86293 | 1,86406 | 1,86522 | 1,86598 | 1,86619 |

A másik irányban Alford, Granville és Pomerance 1994-ben igazolták, hogy elegendően nagy X esetében
{\displaystyle C(X)>X^{\frac {2}{7}}.}
2005-ben ezt a korlátot Harman tovább javította
{\displaystyle C(X)>X^{0,332}}-re,
majd kicsivel {\displaystyle 1/3} fölé.
A Carmichael-számok aszimptotikus eloszlásával több sejtés foglalkozik. Erdős 1956-os sejtése szerint kellően nagy X-re {\displaystyle X^{1-o(1)}} Carmichael-szám létezik. Pomerance 1981-ben megjavította Erdős heurisztikus érvelését a következőre:
{\displaystyle X^{1-{\frac {\{1+o(1)\}\log \log \log X}{\log \log X}}}}.
Az eddig kiszámított adatok (például a Pinch által 1021-ig végzett számítások) még nem mutatják a sejtések érvényességét.

## Általánosítások
A Carmichael-szám mögött álló elgondolás általánosítható egy K számtest Carmichael-ideáljaként. Bármely {\displaystyle {\mathcal {O}}_{K}}-ban lévő {\displaystyle {\mathfrak {p}}} nemnulla prímideál esetében {\displaystyle \alpha ^{{\rm {N}}({\mathfrak {p}})}\equiv \alpha ({\bmod {\mathfrak {p}}})} bármely {\displaystyle {\mathcal {O}}_{K}}-ben lévő {\displaystyle \alpha }-ra, ahol {\displaystyle {\rm {N}}({\mathfrak {p}})} a {\displaystyle {\mathfrak {p}}} idál normája. (Ez a kis Fermat-tétel általánosítása, ami szerint {\displaystyle m^{p}\equiv m({\bmod {p}})} minden m egészre, ha p prímszám.) Legyen egy {\displaystyle {\mathcal {O}}_{K}}-ban lévő {\displaystyle {\mathfrak {a}}} nemnulla ideál Carmichael-ideál, ha nem prímideál és {\displaystyle \alpha ^{{\rm {N}}({\mathfrak {a}})}\equiv \alpha ({\bmod {\mathfrak {a}}})} minden all {\displaystyle {\mathcal {O}}_{K}}-ban lévő {\displaystyle \alpha }-ra, ahol {\displaystyle {\rm {N}}({\mathfrak {a}})} az {\displaystyle {\mathfrak {a}}} ideál normája. Ha K éppen {\displaystyle \mathbf {Q} }, akkor az {\displaystyle {\mathfrak {a}}} ideál főideál, és ha a a pozitív generátora, akkor az {\displaystyle {\mathfrak {a}}=(a)} ideál pontosan akkor Carmichael-féle, amikor a a szokott értelemben vett Carmichael-szám.
Ha K nagyobb, mint a racionális számok halmaza, könnyű az {\displaystyle {\mathcal {O}}_{K}} Carmichael-ideáljainak leírása: bármely p prímszámra, ami K-ben teljesen felbomlik, a {\displaystyle p{\mathcal {O}}_{K}} főideál Carmichael-ideál. Mivel bármely számtestben végtelen sok prímszám bomlik fel teljesen, ezért {\displaystyle {\mathcal {O}}_{K}}-ban végtelen sok Carmichael-ideál létezik. Például ha p olyan prímszám, hogy p≡1 (mod 4), akkor a Z[i] Gauss-egészek körében (p) Carmichael-ideál.
A prímek és a Carmichael-számok is teljesítik a következő egyenlőséget:
{\displaystyle \gcd \left(\sum _{x=1}^{n-1}x^{n-1},n\right)=1} (gcd = lnko)

## Magasabbrendű Carmichael-számok
A Carmichael-számok az absztrakt algebra koncepcióinak segítségével más módon is általánosíthatók.
Egy n összetett szám pontosan akkor Carmichael-szám, ha a pn n-edik hatványra emelő függvény az egész számokat modulo n tartalmazó Zn gyűrűn értelmezve Zn-be éppen az identitásfüggvényt adja. Az identitás az egyetlen Zn-algebrai endomorfizmus Zn-en, tehát a definíció újrafogalmazható úgy, hogy pn legyen Zn algebra-endomorfizmusa.
Ahogy korábban is, a pn akkor elégíti ki a feltételt, ha n prímszám.
Az n-edik hatványra emelő pn függvény definiálható bármely A Zn-algebrában. Egy tétel szerint n akkor és csak akkor prím, ha minden ilyen pn függvény algebra-endomorfizmus.
Ezzel a két feltétellel lehet megalkotni az m-edrendű Carmichael-szám fogalmát; bármely pozitív egész m számra olyan n összetett szám, melyre pn endomorfizmus minden olyan Zn-algebrán, ami m elemből generálható mint Zn-modulus. Az 1 rendű Carmichael-számok egyszerűen a közönséges Carmichael-számok.

### Másodrendű Carmichael-szám
Howe szerint a 17 · 31 · 41 · 43 · 89 · 97 · 167 · 331 egy másodrendű Carmichael-szám. A szorzat értéke 443 372 888 629 441.

### Tulajdonságaik
A Korselt-féle kritérium kiterjeszthető a magasabb rendű Carmichael-számokra, ahogy azt Howe megmutatta.
Ugyanebben a tanulmányában szerepel egy heurisztikus érvelés arra nézve, hogy bármely m-re végtelen sok m-edrendű Carmichael-szám létezik. Ennek ellenére egyetlen 3-ad vagy magasabb rendű Carmichael-szám sem ismeretes.